# Der Herzog von Reichstadt (film 1931)
Der Herzog von Reichstadt è un film muto del 1931 diretto da Viktor Turžanskij, trasposizione cinematografica dell'omonima opera teatrale di Edmond Rostand. Ne venne realizzata lo stesso anno una versione in tedesco intitolata L'Aiglon, sempre diretto da Turžanskij ma con un diverso cast.

## Trama
Gli amici incoraggiano l'Aiglon, ovvero Napoleone II di Francia, ex imperatore di Francia esiliato a Schönbrunn, a tornare in Francia dove la gente lo sta aspettando ma muore pochi mesi dopo, sognando suo padre, di cui nessuno gli parla più, e un grande esercito.

## Produzione
- Les Films Osso

## Distribuzione
- Siegel Monopolfilm (Berlino)